# Il Foglio (quotidiano)
Il Foglio Quotidiano, meglio conosciuto come Il Foglio, è un quotidiano italiano a diffusione nazionale fondato il 30 gennaio 1996 da Giuliano Ferrara, che ne è stato direttore responsabile per diciannove anni, ad eccezione di un breve periodo tra il 1996 e il 1997. Dal 28 gennaio 2015 è diretto da Claudio Cerasa.

## Descrizione
Il giornale prende il nome dalla sua veste editoriale: esce in un unico foglio, in formato lenzuolo. All'interno del foglio c'è un inserto, di solito in quattro pagine, con la continuazione di alcuni articoli del foglio principale e altri approfondimenti. Le pagine dell'inserto sono indicate con numeri romani, mentre quelle del giornale portano impressi i numeri arabi.
Dagli anni 2010, occasionalmente l'intero giornale è inserito in un foglio ulteriore, in cui la prima e la quarta pagina sono interamente occupate da due vignette realizzate da Makkox, mentre le pagine interne riportano articoli speciali o sponsorizzati.
Il sabato appare la dicitura Edizione weekend vicino alla data del giorno. In quell'occasione, l'inserto può arrivare a 16 pagine, contenenti anche rubriche e recensioni bibliografiche e cinematografiche. Spesso al centro dell'inserto viene inserito un ulteriore foglio tipografico, denominato "speciale" e con pagine indicate in numeri arabi in rosso, e dedicato a discorsi pubblici su varie tematiche.
L'edizione del lunedì, che viene preparata nei giorni precedenti, è impaginata in maniera diversa e gli articoli sono stampati in un corpo più grande. Il numero contiene soprattutto opinioni e commenti. In prima pagina appare un saggio, che spesso continua all'interno del foglio principale; pagina 3 è titolata Un Foglio internazionale e contiene segnalazioni dalla stampa estera.

## Storia
Il primo numero del quotidiano è uscito a Milano il 30 gennaio 1996. Inizialmente era pubblicato per cinque giorni alla settimana (dal martedì al sabato), si presentava con una foliazione a quattro pagine e un'impaginazione fitta su sei colonne. Non comparivano fotografie, ma solo ritratti disegnati e vignette (firmate da Vincino). Si presentava come giornale di approfondimento, per una seconda lettura delle notizie del giorno.
In apertura di prima pagina vi era una rubrica, La Giornata in cui erano riassunti i fatti del giorno. A pagina tre comparivano gli editoriali, incolonnati nella parte sinistra. Il quotidiano era composto prevalentemente da articoli di approfondimento sull'attualità e sulla politica (italiana e internazionale). Il quotidiano esprimeva una linea conservatrice in politica e liberale in economia.

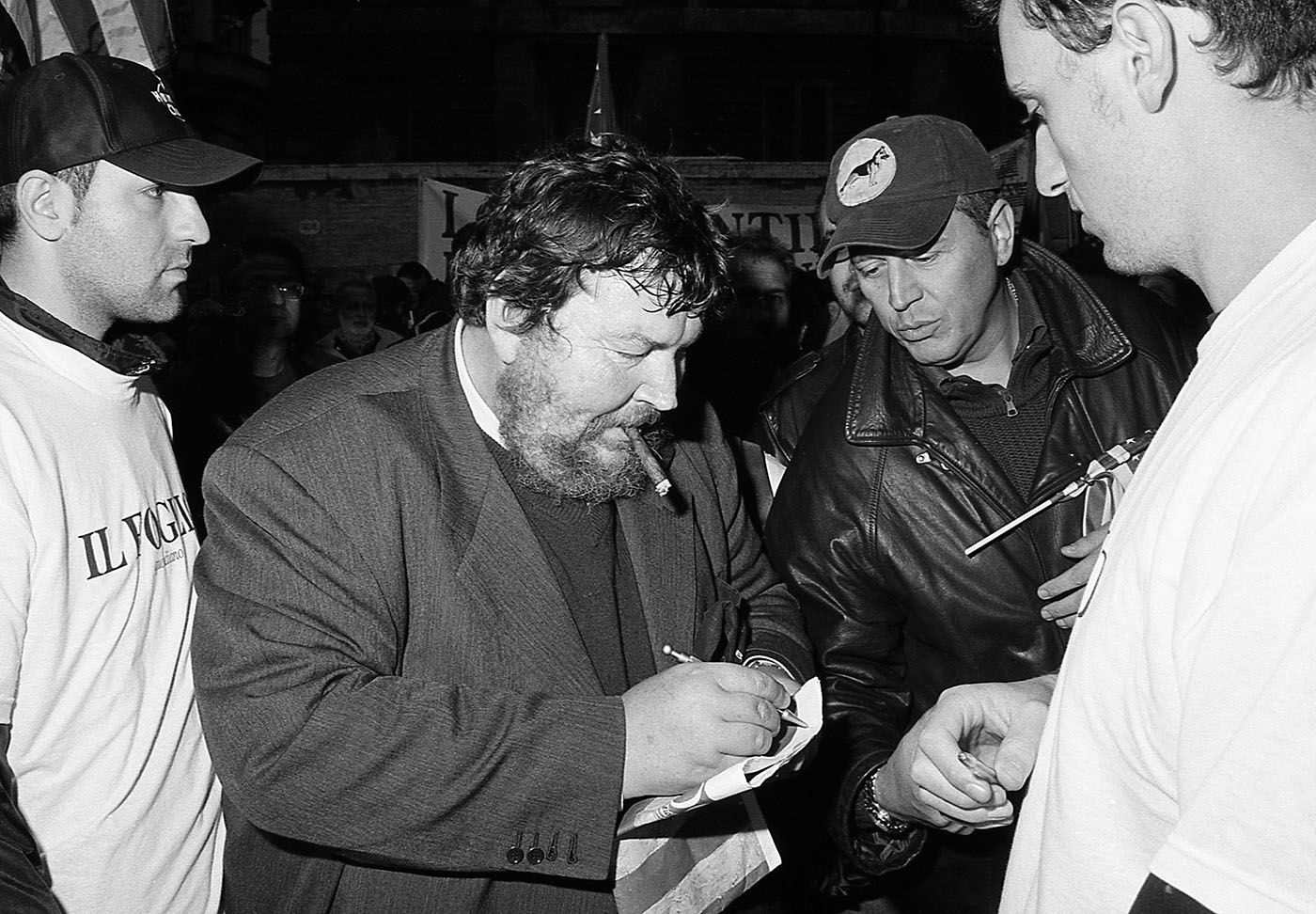
Ferrara firma copie del Foglio alla manifestazione Pro USA a piazza del Popolo a Roma (10 novembre 2001)

Tutti gli articoli erano rigorosamente anonimi, tranne le rubriche personali quotidiane o periodiche: Nove colonne di Pierluigi Battista, Vite parallele di Sandro Fusina, Andrea's Version di Andrea Marcenaro, Alta società di Carlo Rossella, Piccola posta di Adriano Sofri, Il riempitivo di Pietrangelo Buttafuoco, Pignolerie di Mauro della Porta Raffo. Erano riconoscibili anche gli articoli del direttore, marchiati in calce con il simbolo dell'elefantino. Sette mesi dopo la fondazione viene varata l'edizione del lunedì, corredata di una testata autonoma, Il Foglio dei Fogli e di una numerazione indipendente. Il fascicolo è redatto a cura di Giorgio Dell'Arti, che compie una cernita degli articoli usciti sulla stampa nazionale e internazionale nella settimana appena passata.
Già dopo un anno di vita il peso della redazione romana veniva aumentando, a scapito di quella di Milano. Dall'11 settembre 1997 il quotidiano viene chiuso nella capitale, mentre a Milano rimangono la sede legale e l'amministrazione.
Nonostante la sua vicinanza al centrodestra, Il Foglio è stato talvolta in contrasto con le posizioni della sua area politica di riferimento, tanto che il direttore Ferrara ha sostenuto nel 1999 la candidatura di Massimo D'Alema, con il quale ha condiviso una pluriennale esperienza nel PCI, alla Presidenza della Repubblica.
Nel 2000 viene lanciata l'edizione domenicale: Il Foglio è ora presente in edicola tutti i giorni della settimana. L'edizione, curata da Sandro Fusina, non incontra però il favore del pubblico e viene chiusa con il numero del 28 dicembre 2004.
Prima delle elezioni politiche del 2006 è stato fatto un censimento all'interno del giornale per scoprire quali fossero i partiti di riferimento della redazione: il risultato è stato trasversale (Forza Italia, Rosa nel Pugno e Rifondazione Comunista sono stati i più votati).
Nel 2007, Giuliano Ferrara ha condotto una battaglia contro l'aborto dalle pagine del suo giornale, approdata poi nella creazione di una sua lista alle elezioni politiche del 2008.
A inizio febbraio 2014 l'UNICEF pubblica un rapporto sul pericolo pedofilia nel clero, che contiene la richiesta alla Chiesa cattolica di rivedere la propria dottrina in materia di omosessualità e matrimonio gay. L'11 febbraio Il Foglio diffonde una lettera-appello a papa Francesco affinché non ceda "al ricatto sempre più forte delle avanguardie fanatizzate del mondo laicizzato".
Il 27 gennaio 2015, dopo 19 anni, Giuliano Ferrara lascia la direzione del giornale (rimanendone però editorialista), venendo sostituito da Claudio Cerasa, che si firma con una ciliegia.
Durante il conflitto Gaza-Israele del 2023, Il Foglio si caratterizza per un sostegno "senza indugi" a Israele: il giornale organizza tra l'altro una "fiaccolata per esprimere vicinanza a Israele" il 10 ottobre 2023 presso l'Arco di Tito a Roma.

## Campagna contro l'aborto
Il 18 dicembre 2007 Giuliano Ferrara ha lanciato dal suo programma televisivo Otto e mezzo la proposta di una campagna per una moratoria contro l'aborto. Il giorno dopo ha scritto un editoriale sul Foglio in cui ha spiegato le ragioni che lo hanno spinto a fare questa proposta:
(Giuliano Ferrara, Il Foglio, 19 dicembre 2007)

## Finanziamenti pubblici
Dal 1997 Il Foglio è organo della "Convenzione per la Giustizia", movimento politico fondato dai parlamentari Marcello Pera (Popolo della libertà) e Marco Boato (Verdi). In questo modo può beneficiare dei finanziamenti pubblici ai giornali di partito, secondo quanto previsto dalla Legge 7 marzo 2001, n. 62, in materia di "Nuove norme sull'editoria e sui prodotti editoriali e modifiche alla legge 5 agosto 1981, n. 416."
Al riguardo, Giuliano Ferrara ha dichiarato:
(Giuliano Ferrara su Report, Il finanziamento quotidiano, 23 aprile 2006)
Al 2021 Il Foglio riceve i contributi pubblici all'editoria in quanto edito da una cooperativa di giornalisti, benché sia di fatto proprietà di un editore privato.
| Anno   | Finanziamento   |
| ------ | --------------- |
| 1997   | 114 966,73 €    |
| 1998   | 3 250 158,97 €  |
| 1999   | 3 157 813,05 €  |
| 2000   | 3 408 615,54 €  |
| 2001   | 3 674 626,21 €  |
| 2002   | 3 202 032,77 €  |
| 2003   | 3 511 906,92 €  |
| 2004   | 3 821 781,05 €  |
| 2005   | 3 821 781,05 €  |
| 2006   | 3 821 781,06 €  |
| 2007   | 3 745 345,44 €  |
| 2008   | 3 745 345,44 €  |
| 2009   | 3 441 668,78 €  |
| 2010   | 3 205 317,44 €  |
| 2011   | 2 251 696,55 €  |
| 2012   | 1 523 106,65 €  |
| 2013   | 1 201 463,75 €  |
| 2014   | 401 111,83 €    |
| 2015   | 1 257 273,43 €  |
| 2016   | 802 849,26 €    |
| 2017   | 803 170,06 €    |
| 2018   | 1 779 160,18 €  |
| 2019   | 1 866 457,98 €  |
| 2020   | 1 866 457,98 €  |
| 2021   | 1 866 457,98 €  |
| Totale | 61 542 346,10 € |

## Variazioni dell'assetto proprietario
- 1996 - Il quotidiano è pubblicato dalla società editrice «Il Foglio Quotidiano S.r.l.», le cui quote sono suddivise tra il finanziere Sergio Zuncheddu (40%), Veronica Lario (seconda moglie di Silvio Berlusconi) (30%), Giuliano Ferrara (10%), lo stampatore Luca Colasanto (4%), mentre il rimanente 16% è polverizzato tra altri imprenditori[37].
- 1997 - La società viene ricapitalizzata per far fronte alle perdite di esercizio. Il nuovo socio più importante è Denis Verdini, esponente di Forza Italia, che rileva parte delle quote di Zuncheddu; Veronica Lario sale al 38% diventando l'azionista di maggioranza.
- 2001 - Per continuare a beneficiare dei contributi statali per l'editoria dopo le modifiche introdotte alla legge di riferimento, la gestione del quotidiano è affidata a una cooperativa creata ad hoc; presidente è Giuseppe Spinelli[38].
- 2006 - Secondo una dichiarazione di Giuliano Ferrara resa alla trasmissione televisiva Report del 23 aprile (Il finanziamento quotidiano, firmato da Bernardo Iovene), il direttore dichiara che le quote della «Foglio Edizioni» sono così ripartite: Veronica Lario ha il 38%; Sergio Zuncheddu[39] ha il 20 o 25%; Denis Verdini ha il 15%; Giuliano Ferrara ha il 10%; Luca Colasanto (stampatore) ha il rimanente 10%.
- luglio 2011 - Dopo una ricapitalizzazione resasi necessaria per ripianare le perdite d'esercizio, il nuovo assetto societario è il seguente: la «Paolo Berlusconi Finanziaria» ha il 38% (rileva le quote in mano a Veronica Lario); Sergio Zuncheddu, tramite «Unione Editoriale Sarda», e Diana Zaccheddu hanno il 27% (rispettivamente hanno il 15% e il 12%); Denis Verdini ha il 15%; Giuliano Ferrara ha il 10%.
- Novembre 2015 - un aumento di capitale di 3 milioni di euro della società Foglio Edizioni, titolare della testata Foglio Quotidiano, è stato sottoscritto da due nuovi azionisti, il «Sorgente Group» di Valter Mainetti (attraverso la società editoriale del gruppo, Musa Comunicazione) e il fondo d'investimenti Sator di Matteo Arpe. Le quote dei due gruppi si attestano rispettivamente al 65% e 32,48%. Le quote del terzo azionista, Denis Verdini, sottoposte a sequestro giudiziario, sono diluite al 2,52%.
- Aprile 2016 - Sator cede interamente la propria partecipazione a Musa Comunicazione (società editoriale del già citato «Sorgente Group»), che sale così al 97,48% del capitale della società Foglio Edizioni. Denis Verdini mantiene il suo 2,52%[40].
- Dicembre 2016 - Musa Comunicazione sale al 100% della Foglio Edizioni.

## Direttori

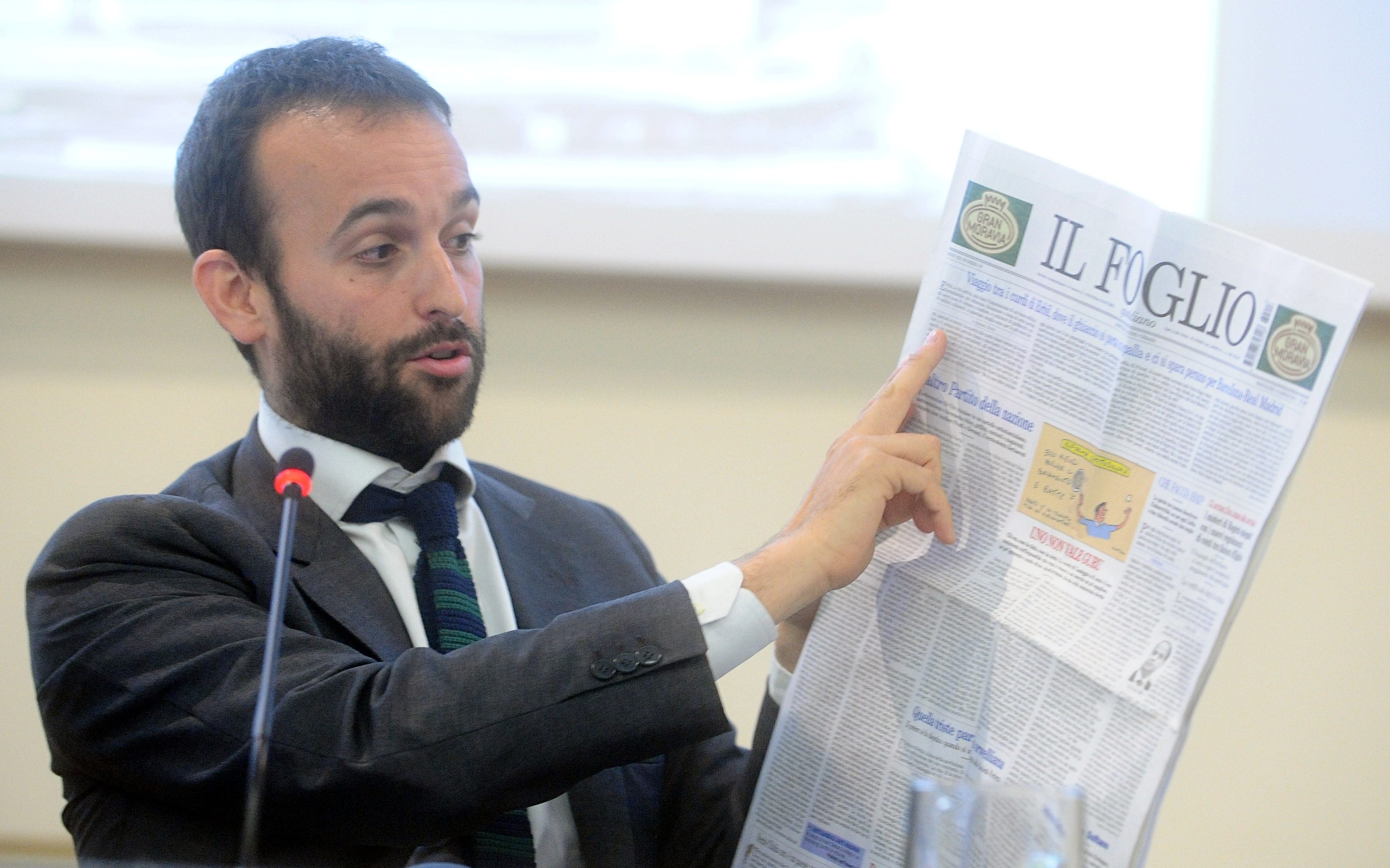
Claudio Cerasa dirige Il Foglio dal 2015

- Giuliano Ferrara (30 gennaio 1996 – 27 novembre 1996)
- Giuliano Ferrara (direttore editoriale) e Lodovico Festa (direttore responsabile) (28 novembre 1996 – 25 settembre 1997)[41]
- Giuliano Ferrara (26 settembre 1997 – 27 gennaio 2015)
- Claudio Cerasa (28 gennaio 2015 – in carica)[42]

## Sito web
Il Foglio è stato uno dei primi quotidiani italiani integralmente consultabili in Internet. Il titolo "Foglianti" deriva dal soprannome attribuito ai lettori del quotidiano che, con un gioco di parole, richiama l'omonimo gruppo rivoluzionario francese di tendenze moderate.

## Redazione
Per i primi 19 anni della sua vita il direttore responsabile del Foglio è sempre stato Giuliano Ferrara, tranne quando il giornalista romano ha assunto la direzione del settimanale Panorama (28 novembre 1996-25 settembre 1997). Durante questo periodo Ferrara ha mantenuto la direzione editoriale del Foglio, delegando le funzioni di direttore responsabile al condirettore Lodovico Festa.
Oggi la redazione del Foglio è composta da:
- Giovanni Battistuzzi
- Annalena Benini
- Simone Canettieri
- Luciano Capone
- Carmelo Caruso
- Enrico Cicchetti
- Maurizio Crippa (vicedirettore vicario)
- Micol Flammini
- Luca Gambardella
- Michele Masneri
- Matteo Matzuzzi (caporedattore)
- Giulio Meotti
- Salvatore Merlo (vicedirettore)
- Paola Peduzzi (vicedirettrice)
- Giulia Pompili
- Roberto Raja
- Marianna Rizzini
- Cecilia Sala
- Maria Carla Sicilia
- Valerio Valentini